# Monastero di Lanzo
Pour les articles homonymes, voir Moutiers.
Monastero di Lanzo (en français Moutiers) est une commune italienne de la ville métropolitaine de Turin, dans la région Piémont.

## Administration
| Période                                  | Période | Identité         | Étiquette | Qualité |
| ---------------------------------------- | ------- | ---------------- | --------- | ------- |
|                                          |         | Nicola Ferroglia |           |         |
| Les données manquantes sont à compléter. |         |                  |           |         |

### Hameaux
Chiaves, Cresto, Cà di Savi, Cà di Sciold, Cà di Tuie, Fornelli, Marsaglia, Mecca, Menulla, Monastero di sotto, San Rocco, Sistina, Stabio.

### Communes limitrophes
Locana, Cantoira, Coassolo Torinese, Ceres, Pessinetto, Lanzo Torinese.